# Multivitaminsaft
Ein Multivitaminsaft ist ein spezieller Fruchtsaft, dem vom Hersteller fertige Vitaminmischungen zugesetzt werden.
Vorschriften, welche Vitamine enthalten sein müssen, gibt es nicht. 
Meist werden die Vitamine A, E, C, B1, B2, B3, B5, B6, B7, B9 und B12 beigemischt. 
Üblicherweise wird ein Früchtemix aus 10 bis 14 Obstsorten verarbeitet. Dazu gehören fast immer Äpfel und Orangen. Aber auch Bananen, Maracujas, Mandarinen und Ananas werden oft verwendet. Die Auswahl der Früchte dient unter anderem dazu, den Eigengeschmack der zugesetzten Vitamine zu überdecken.